# バクスター効果
- バクスター効果[1]
- バックスター効果[2]

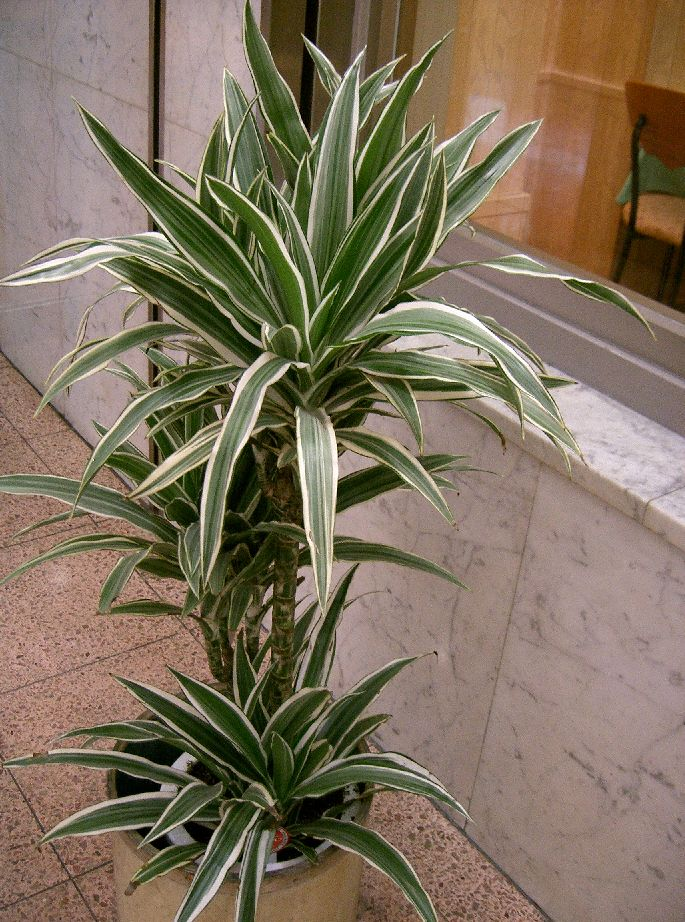
ドラセナ

バクスター効果（バクスターこうか、英: Backster effect）は、アメリカ合衆国のポリグラフ専門家であるクリーヴ・バクスターが1966年から行なっていた研究で発見した現象。植物にポリグラフ（嘘発見器）を接続することで検出される、あたかも思考のような反応のことをいう。

## 概要
バクスターはポリグラフ研究所での仕事中、室内に観葉植物としてドラセナの鉢があったことで、このドラセナにポリグラフを繋ぎ、組織内の水分の動きを分析しようと思いついた。作業を続ける中、ふとドラセナを燃やしてその反応を試そうとしたところ、バクスターがそう考えただけで何も行動していないにもかかわらず、ポリグラフは突如強い反応を示した。ほかにも人間や動物の挙動への植物の反応を検証し続けた末に、「植物は他者の思考を読み取り、感情的に反応している」との結論に至った。
1967年にバクスターは、超心理学・超常現象の研究団体である超心理学会の総会でこの研究成果を発表し、その研究論文は同年末に同団体の機関紙『超心理学ジャーナル』に掲載された。さらに翌1968年には、超心理学財団の『国際超心理学雑誌（The International Journal of Parapsychology）』にも掲載された。その後もバクスターは、サボテンや鶏卵、細菌などに対しても様々な実験を行い、同様の現象が現れたことを発表した。

## 反響
この研究成果は『ナショナル・ワイルドライフ』を始め、雑誌、テレビ、ラジオなどで興味本位に取り上げられた。アメリカ海軍の科学者であるエルドン・バード(Eldon Byrd)は、このバクスター効果を応用して海草を訓練することで、潜水士たちに危険を警告させる計画を考想した（ただし、実現はしていない）。日本の心理学者の富田隆もバクスター効果を「厳然とした事実」と述べ、強く肯定している。このバクスターの実験結果を知ることで、植物が心を持っているとの確信に至った者も多い。バクスター効果を知ってから近くの植物を観察したところ、人の会話や考えに応じて明らかに葉の色が変化したという報告もある。
一方で、ハーバード大学生物学部教授のオットー・ソルブリク、イェール大学教授で、植物学者のアーサー・ガルストンらをはじめ、主流と呼べる研究・教育機関の専門家たちからは、「神経組織のない植物に感情の伝達はあり得ない」といった具合に、真摯に相手にされることは少なかった。また超心理学においても、バクスターが最初に研究成果を発表した超心理学会は、1988年の報告書「学術研究会議が提出した超心理学研究への回答」において、バクスター効果と超心理学との関連性を明確に否定している。この超心理学会や、心理学者のテレンス・ハインズらは、バクスター効果の追試に成功した研究者は皆無だと述べている。
ニューヨークのジョージ・ミルスタイン博士(George Milstein)は、音楽が植物の成長に影響を与えるとして、『家庭で植物を上手に育てる法』とのタイトルのレコードを発表した人物だが、バクスター効果については以下のように述べ、植物が心を持つことを否定している。
2007年のディスカバリーチャンネルのテレビ番組『怪しい伝説（MythBusters）』による検証では、バクスターのものと同じポリグラフでは、確かにバクスターと同様の結果が得られた。しかし、より精密な機器として用意されたEEGマシン（脳波計）では、植物の反応はまったく見られなかった。このことからバクスター効果とは、アナログ機器であるポリグラフ自体の持つ不安定さがもたらす現象、安定性の欠如による揺らぎによるものとも見られている。